# Јован Миодраговић
Јован Миодраговић (Станишинци,1854 — 1926) био је српски педагог, учитељ, професор и књижевник.

## Биографија
Рођен је 29. августа 1854. године у селу Станишинци близу Врњачке бање. Потиче из сиромашне породице коју су чинили отац Анђелко, мајка Марија и шесторо деце, две сестре и четири брата, од којих је Јован други син по реду. Похађао је основну школу у Трстенику у периоду од 1863. до 1867. године. Након тога уписује гимназију у Крагујевцу и успешно је завршава 1871. године. Исте године је уписао Учитељску школу у Крагујевцу. По завршетку Учитељске школе отпочиње његов учитељски рад у основној школи у Београду 1874. године, а 1880. године одлази у Лајпциг на студије педагогије. Затим је 1884. године постављен за професора Прве београдске гимназије, а 1887. године је упућен за професора Учитељске школе у Нишу. После годину дана, 11. маја 1888. године постављен је за директора Учитељске школе, али је већ 6. октобра 1890. године премештен у Београд као професор Учитељске школе. Радио је и као референт за основну наставу у Министарству просвете и црквених послова Краљевине Србије три године, али је против своје воље био премештен за професора Учитељске школе у Алексинцу. Поново га враћају у Београд на место професора Вукове гимназије и ту остаје до свог пензионисања 1908. године. У браку са Милицом изродио је петоро деце: Димитрија, Милана, Стевана, Загорку и Босиљку. Умро је 14. маја 1926. године.
По њему је названа ОШ „Јован Миодраговић” Београд.

## Утицај на педагогију и школство
Педагошка настојања Јована Миодраговића су се разликовала од настојања осталих учитеља. Он је имао за циљ да измени атмосферу у свом разреду, сматрајући да сваки учитељ треба да буде по својој природи благ, пун ентузијазма, воље и марљивости, као и доброг дидактичког и методичког образовања. Предвиђао је унапред за сваки наставни дан и час шта ће и како радити. Говори о стварању реда, као услова за плански наставно-васпитни рад. У свом делу описује атмосферу која влада у разреду:„За све ово време седи где ко хоће. Кад што хоћу, ја не заповедам; ја питам: хоћемо ли? И они ако рекну "хоћемо", ми чинимо; ако рекну "нећемо", нећемо, ми не чинимо. У свему ја се више чувам од говора и утицаја мога, а више пуштам њих да она мисле и да одлучују. И само ако одлука не би била добра, ми не чинимо, и ја им кажем зашто то није добро. То је рад првих дана, док се деца још примају у школу и док се сва не прикупе.”
На предлог Главног просветног савета Министарство је ангажовало Јована Миодраговића као изасланика за преглед рада основних школа у Србији. Није допуштао мешање свештенства у рад учитеља, критички је указивао на слабости наставе у којој преовладава вербализам, механички рад и учење напамет. Упућивао је учитеље како да децу припреме за живот, на који начин се остварује успешна школа. Указивао је на уређивање средине и организацију живота и реда. Значајан допринос васпитно-образовном раду јесте његово залагање за увођење ручног рада као обавезног предмета у основне школе.
Нарочито је инсистирао на:
1. уношењу техничког васпитања што је већи број педагога изостављао
2. физичко васпитање је стављао на прво место
3. у редоследу појединих облика васпитања, религиозно је увек имало последње или претпоследње место[3]

## Видови васпитања
1. Интелектуално васпитање – Миодраговић уважава ово васпитање и ставља га испред осталих, осим физичког васпитања. Истиче значај буђења радозналости код ученика помоћу чула вида, те каже: „Наставници не смеју да смећу с ума, да је чуло вида најјаче и да оно остаје у души њиховој.”[4]
2. Физичко васпитање – залаже се за телесни и здравствени развитак ученика, сматра да са овим васпитањем треба почети од детињства. Наглашава да ученицима треба обезбедити повољне услове за учење, чисту школу пре свега. Учитељ мора да познаје хигијену, затим треба да се уведе гимнастика јер она потпомаже душевни и телесни развитак.
3. Морално васпитање – Циљ васпитања је развијање добре нарави, моралне воље и карактера, а дисциплина и средство су услов успешног наставног-васпитног рада. Био је против телесних казни и сматрао је да наставник обезбеђује ред у школи. Истиче народно васпитање, обичаје, народна веровања, песме као основу за морални развитак
4. Естетско васпитање – У први план ставља осећања, те са овим васпитањем треба почети рано. „Каква ће се осећања развити у кога, такав ће он бити човек. Какав ће човек бити у друштву, то не зависи толико од његовог разума, колико од његовог срца и осећања. У васпитању, дакле, развијање осећања и срца... излази још важније од интелектуалног образовања.” [5] Залаже се за наставу цртања и певања.
5. Техничко и радно васпитање – Залаже се за увођење ручног рада у основне школе и успева у томе. Сматра да је најважније стицање навика на рад, јер се тако формирају све позитивне особине личности.

## Однос према религији и религиозно васпитање
На религију је гледао као на облик свести, подржавао је Спенсерово гледиште да религија није заснована на сазнању, већ полази од човекових осећања. Сматрао је да се религиозност преноси у емоционални свет човека из три извора:
1. естетичког – активира се када наша чула стану задивљена пред богатством и разноврсношћу света појава и лепоте
2. теоријског – настаје на крајњим границама нашег сазнања, ум је немоћан када сазнање престане
3. практичног – нуди религиозну утеху када су препреке реалног света и живота несавладиве, религија се тада сели у свет илузија[6]

Заступао је мишљење да идеја о Богу потиче из страха: „Народа је вера некада утеха његова у невољи... нада за све оно што он мисли.” Такође каже: „Наука је ствар разума, вера је став срца...” Посебно истиче да ову наставу треба предавати истински са топлином, без силе, избегавајући догме.

## Начела наставе
Полазио је од индивидуализације, активности, свесности, интереса и занимљивости наставе. Залагао се за:
- начело природности – истиче поступност
- начело очигледности – не остаје на нивоу посматрања, већ се уздиже до осмишљавања наставе
- начело концентрације – важно за распоред и систематизацију градива у настави
- начело васпитности – резултат утицаја који се остварују педагошким радом

## Узори педагошког стваралаштва Јована Миодраговића
Највећи утицај на Миодраговића вршили су његов професор филозофије Вилхелм Вунт и Херберт Спенсер. Читајући дела Спенсера, настало је његово интересовање за развој организма, здравље, услове живота и раста ученика.
Јан Амос Коменски, Жан Жак Русо, Песталоци су значајно утицали на рад Миодраговића, тако да се залаже за промену положаја ученика у смислу већег поштовања његове личности и слободе. Утицај Песталоција се посебно огледа у интересовању за васпитање у специјалним заводима, негу, заштиту и васпитање сиромашних ученика.
Био је противник Хербартијанства и тежио је ка афирмисању савременије структуре и систематизације грађе у педагогији.
У својим радовима позивао се на истакнуте педагоге. То су класици педагогије: Коменски, Џон Лок, Русо, Песталоци, Јохан Фридрих Хербарт, Адолф Дистерверг, Херберт Спенсер, али и други познати педагози Дитес, Цилер, Стој, Палмер, Вајц...
Приметан је и утицај Светозара Марковића за време похађања Учитељске школе у Крагујевцу и професора Стеве Поповића.

## Књижевни рад
- Први рад „Разговор са сељаком” је објавио 1874. године
- „Загоркиња или живот наш у шуми и без шума”
- „Причање деци у школи”
- „Рад у првом разреду основне школе”
- „Рад у другом разреду основне школе”
- „Најобичније грешке у настави”
- „Припрема за рад у основној школи”
- „Народна педагогија у Срба или како наш народ подиже пород свој”
- „Нова мајка”
- „Радиша”
- „О забавиштима”

Превео је два капитална дела на српски језик: „ Велика дидактика” – Јан Амос Коменски и „Етика” – Хербарт Спенсер